# Emery Kibal Nkufi Mansong’loo
Emery Kibal Nkufi Mansong’loo, C.P. (Kimputu (Bandundu), 28 juni 1969) is een Congolees rooms-katholiek geestelijke en bisschop.

## Biografie
Hij liep school in Mateko en Mutoy. Hij trad binnen in de congregatie van de Passionisten en werd in 1998 tot priester gewijd. Hij studeerde filosofie aan het seminarie Saint-Augustin (1988-1991) en theologie aan Tangaza College (Nairobi) (1992-1997). Hij werd in 2003 benoemd tot bisschop van Kole als opvolger van Stanislas Lukumwena Lumbala, O.F.M., die in 2008 ontslag had genomen. Tussen 2005 en 2013 was hij provinciaal overste van de Passionisten voor de Congolese provincie. Tussen 2018 en 2019 was hij ook apostolisch administrator van het bisdom Bokungu-Ikela.